# De 500 a 500.000
De 500 a 500.000 va ser un concurs de Televisió espanyola, patrocinat per Movierecord i emès els dijous cap a la mitjanit en la temporada 1962-1963.

## Mecànica
L'espai respon a la fórmula de Quiz show, en el qual el concursant ha de respondre preguntes sobre un tema de la seva elecció. Al llarg de tres fases, amb diverses preguntes en cadascuna, per cada resposta el concursant va augmentant la quantitat objecte de premi, fins a aconseguir, després de 16 preguntes encertades, el major premi de 500.000 pessetas. Disposa de mig minut (en la primera fase) i un minut (en la segona i tercera) per a contestar.

## Temes
Al llarg de la seva emissió, els temes triats pels concursants van abastar des de la literatura (Lope de Vega) a la música (Beethoven), passant per la història (Maria Antonieta, Napoleó Bonaparte).

## Presentació
La presentació va ser a càrrec del llavors popular José Luis Pécker, assistit per Isabel Bauzá i Carmina Alonso.